# 住友金属鉱山
住友金属鉱山株式会社（すみともきんぞくこうざん、英文：Sumitomo Metal Mining Co., Ltd.）は、国内外で鉱山開発、製錬および電池・機能性材料の生産を行う、住友グループの大手総合非鉄金属企業である。東京都港区新橋に本社を置く。
旧住友財閥の源流企業であり、日本最古の企業の一つ。住友グループ広報委員会及び白水会に属する企業である。日経平均株価およびJPX日経インデックス400の構成銘柄の一つ。

## 概要
日本で最も歴史のある企業の一つで、旧住友財閥の源流企業である。住友家の業祖、蘇我理右衛門が1590年（天正18年）に京都に銅吹き所を設けたのが始まりで、その後、南蛮吹きといわれる銅精練の技術を開発。住友家は秋田の阿仁銅山、備中の吉岡銅山などの経営に乗り出し、日本一の銅鉱業者へ発展した。
1691年（元禄4年）には愛媛県新居浜市の別子銅山の開発に着手し、これが世界最大級の産銅量を誇る鉱山に成長して、住友財閥（現在の住友グループ）の礎を築いた。
現在は世界各地で鉱山開発、製錬を行っている他、電池材料や電子・機能性材料の生産なども行っている大手総合非鉄金属メーカーである。資源の保有量は日系企業の中でもトップクラスであり、日本最大の金鉱山である菱刈鉱山を保有している。また、日本で唯一電気ニッケルを提供している企業としても知られている。近年では、電気自動車やハイブリッド自動車に搭載される電池の正極材原料を生産しており、日本で高い市場占有率を持っている。銅地金の生産シェアはパンパシフィック・カッパーに次いで国内2位である。

## 事業内容
資源開発から製錬、材料の生産までを一貫して行う3事業連携により、一貫した自社内でのサプライチェーンを有し、原料確保、安定供給、品質等のトレーサビリティを実現している。
- 資源事業 - 鉱山開発および運営
- 製錬事業 - 金・銀・銅・白金族・ニッケル・亜鉛・鉛などの非鉄金属製錬および販売
- 機能性材料事業 - 基板材料・電子材料・パッケージ・粉体・触媒・建材などの製造および販売
- 電池材料事業 - 電池材料（正極材）の製造および販売

## 沿革
- 1590年（天正18年）- 蘇我理右衛門が京都に銅製錬・銅細工の泉屋を開業。
- 1691年（元禄4年）- 別子銅山の採掘権を獲得し、採掘を開始。
- 1905年（明治38年）- 四阪島に銅製錬所を設置（現・四阪工場）。
- 1927年（昭和2年）7月 - 住友合資会社から別子鉱業所が分離し、住友別子鉱山株式会社が発足。
- 1937年（昭和12年）6月21日 - 住友別子鉱山と住友炭礦株式会社が合併し、住友鉱業株式会社が発足。
- 1946年（昭和21年）1月29日 - 井華鉱業株式会社に商号変更。
- 1950年（昭和25年）3月1日 - 井華鉱業株式会社の金属部門が独立し、別子鉱業株式会社が発足。
- 1952年（昭和27年）6月 - 住友金属鉱山株式会社に商号変更。
- 1956年（昭和31年）9月 - 株式会社日向製錬所を設立。
- 1964年（昭和39年）7月 - 住鉱アイ・エス・ピー株式会社を設立。
- 1965年（昭和40年）8月 - 中央研究所（現・市川研究所）開設。
- 1966年（昭和41年）4月 - 住鉱アイ・エス・ピー播磨製錬所（現・播磨事業所）操業開始。
- 1967年（昭和42年）9月 - 青梅工場（電子事業本部）操業開始。
- 1971年（昭和46年）2月 - 東予工場操業開始。
- 1973年（昭和48年）
  - 3月 - 別子銅山閉山。
  - 5月 - 鴻之舞鉱山閉山。
- 1974年（昭和49年）6月 - 国富事業所 （分社して現在の住鉱国富電子）操業開始。
- 1975年（昭和50年）12月 - 土呂久砒素公害の原因企業として宮崎地裁延岡支部に提訴される。以後、1978年（昭和53年）にかけて第1陣から4陣まで計81人が提訴。控訴審で会社側が敗訴し上告。最高裁において、1990年（平成2年）に原告と和解条項が成立。
- 1977年（昭和52年）
  - 2月 - 新居浜研究所開設。
  - 2月1日 - 鉄道事業（住友別子鉱山鉄道）から撤退。
- 1978年（昭和53年）- 佐々連鉱山閉山。
- 1980年（昭和55年）10月 - 住鉱アイ・エス・ピーを吸収合併、播磨事業所を継承。
- 1983年（昭和58年）4月 - 菱刈鉱山開坑。
- 1999年（平成11年）9月30日 - 全額出資する株式会社ジェー・シー・オー（JCO）において東海村JCO臨界事故が発生。事故により経営が悪化し、倒産の危機を迎える[6]。
- 2002年（平成14年）7月 - 三井金属鉱業と亜鉛製錬事業で提携。
- 2003年（平成15年）2月 - 同和鉱業（現・DOWAホールディングス）と硫酸事業で提携。
- 2005年（平成17年）4月 - フィリピンのパラワン島南部リオツバ地区にてCoral Bay Nickel Corporationの商業生産開始。
- 2006年（平成18年）
  - 2月 - 米国アラスカ州ポゴ金鉱山生産開始。
  - 11月 - ペルーのセロ・ベルデ銅鉱山開発プロジェクトに参画。
- 2010年（平成22年）10月 - 四阪工場を分社化し、四阪製錬所を設立。
- 2011年（平成23年）5月 - チリのシエラゴルダ銅鉱山開発プロジェクトに参画。
- 2012年（平成24年）5月 - 子会社のキンコーズをコニカミノルタビジネステクノロジーズ株式会社に株式譲渡。
- 2013年（平成24年）
  - 7月 - リードフレーム事業を日立金属（旧・日立電線）と事業統合。日立金属の伸銅事業子会社に資本参加し、折半出資会社化。
  - 9月 - フィリピンのミンダナオ島北部タガニート地区にてTaganito HPAL Nickel Corporationの商業生産開始。
- 2017年（平成29年）
  - 1月 - リードフレーム事業及び伸銅事業の日立金属との事業統合を解消。SHマテリアル株式会社は当社の完全子会社、株式会社SHカッパープロダクツは日立金属の完全子会社になる。
  - 6月 - カナダのコテ金鉱山開発プロジェクトに参画。
- 2019年（平成31年）3月 - チリのケブラダ・ブランカ銅鉱山の権益取得。
- 2022年（令和4年）4月 - 東京証券取引所の市場区分見直しにより東証第一部からプライム市場へ移行。

## 歴代社長
| 代           | 氏名       | 就任日        | 退任日        | 備考     |
| 別子鉱業     | 別子鉱業   | 別子鉱業      | 別子鉱業      | 別子鉱業 |
| ------------ | ---------- | ------------- | ------------- | -------- |
| 1            | 田中外次   | 1950年3月1日  | 1952年6月1日  | 社名改称 |
| 住友金属鉱山 |            |               |               |          |
| 1            | 田中外次   | 1952年6月2日  | 1963年5月31日 | [ 7 ]    |
| 2            | 河上健次郎 | 1963年5月31日 | 1973年5月31日 | [ 7 ]    |
| 3            | 藤崎章     | 1973年5月31日 | 1983年6月29日 | [ 7 ]    |
| 4            | 藤森正路   | 1983年6月29日 | 1988年6月29日 | [ 7 ]    |
| 5            | 篠崎昭彦   | 1988年6月29日 | 1995年6月29日 | [ 7 ]    |
| 6            | 青柳守城   | 1995年6月29日 | 2000年4月1日  | [ 7 ]    |
| 7            | 福島孝一   | 2000年4月1日  | 2007年6月28日 | [ 7 ]    |
| 8            | 家守伸正   | 2007年6月28日 | 2013年6月24日 | [ 7 ]    |
| 9            | 中里佳明   | 2013年6月24日 | 2018年6月26日 |          |
| 10           | 野崎明     | 2018年6月26日 | 2024年6月26日 |          |
| 11           | 松本伸弘   | 2024年6月26日 |               |          |

## 主要事業所

### 本社、支社、支店等
- 本社 - 東京都港区新橋五丁目11番3号
- 大阪支社 - 大阪市中央区北浜四丁目5番33号
- 名古屋支店 - 名古屋市中区錦一丁目10番20号
- 別子事業所 - 愛媛県新居浜市西原町三丁目5番3号

### 研究所
- 市川研究センター - 千葉県市川市中国分三丁目18番5号
- 新居浜研究所 - 愛媛県新居浜市磯浦町17番5号
- 資源精錬開発センター - 愛媛県新居浜市西原町3丁目5番1号
- 電池研究所 - 愛媛県新居浜市磯浦町17番3号
- 材料研究所 - 東京都青梅市末広町一丁目6番地の1

### 鉱山、精錬、製造拠点

#### 国内拠点
- 菱刈鉱山 - 鹿児島県伊佐市菱刈前目3844番地
- 東予工場 - 愛媛県西条市船屋字新地乙145番地1（金属事業本部管轄、金・銀・銅・白金族を生産）
- ニッケル工場 - 愛媛県新居浜市西原町3-5-3（金属事業本部管轄、ニッケル・コバルトを生産）
- 磯浦工場 - 愛媛県新居浜市磯浦町17番3号（電池材料事業本部管轄）
- 播磨事業所 - 兵庫県加古郡播磨町宮西346-4（金属事業本部管轄、硫酸ニッケルを生産）
- 青梅事業所 - 東京都青梅市末広町一丁目6番地の1

#### 海外拠点
- モレンシー鉱山 - アメリカ合衆国・アリゾナ州（銅精鉱・電気銅、1986年～）
- セロ・ベルデ鉱山 - ペルー・アレキパ州（銅精鉱・電気銅、2005年～）
- ケブラダ・ブランカ鉱山 - チリ・タラパカ州（銅精鉱、2019年～）
- カンデラリア鉱山 - チリ・アタカマ州（銅精鉱、1995年～）
- オホス・デル・サラド鉱山 - チリ・アタカマ州（銅精鉱、2005年～）
- ノースパークス鉱山 - オーストラリア・ニューサウスウェールズ州（銅精鉱、1994年～）
- 金隆銅製錬所 - 中国・安徽省（銅、硫酸および貴金属、1995年～）
- コーラルベイ - フィリピン・パラワン島（ニッケル・コバルト混合硫化物、2004年～）
- タガニート - フィリピン・ミンダナオ島（ニッケル・コバルト混合硫化物、2013年～）
- フィゲスバル - 仏領ニューカレドニア（ニッケル鉱石、1990年～）
- ニッケルアジア - フィリピン（ニッケル鉱石、2009年～）
- コテ鉱山（金ドーレ、2017年～）

### 海外駐在所
- ロンドンオフィス（イギリス）
- ヌメアオフィス（仏領ニューカレドニア）

## 主要関係会社
資源事業
- 住鉱資源開発株式会社
- Sumitomo Metal Mining America Inc.
- Sumitomo Metal Mining Arizona Inc.
- Sumitomo Metal Mining Canada Ltd.
- Sumitomo Metal Mining Chile LTDA
- Sumitomo Metal Mining Oceania Pty. Ltd.
- Sumitomo Metal Mining Peru S.A.
- Sumitomo Metal Mining do Brasil LTDA.
- SMM Morenci Inc.

製錬事業
- 株式会社日向製錬所
- 三井住友金属鉱山伸銅株式会社
- 住鉱物流株式会社
- エム・エスジンク株式会社
- 株式会社アシッズ
- 株式会社四阪製錬所
- Coral Bay Nickel Corporation
- Sumitomo Metal Mining Philippine Holdings Corporation
- Taganito HPAL Nickel Corporation
- Sumitomo Metal Mining Management (Shanghai) Co., Ltd.

材料事業
- 住鉱国富電子株式会社
- 大口電子株式会社
- 株式会社SMMプレシジョン
- 株式会社グラノプト
- 新居浜電子株式会社
- 株式会社伸光製作所
- エヌ・イー　ケムキャット株式会社
- 日本ケッチェン株式会社
- 住鉱潤滑剤株式会社
- 住鉱エナジーマテリアル株式会社
- Shanghai Sumiko Electronic Paste Co., Ltd.
- Dongguan Sumiko Electronic Paste Co.,Ltd.
- Taiwan Sumiko Materials Co., Ltd.
- SMM KOREA Co.,Ltd.

その他
- 住友金属鉱山エンジニアリング株式会社
- 住鉱テクノリサーチ株式会社
- 住鉱技術サービス株式会社
- 日本照射サービス株式会社
- ヰゲタハイム株式会社
- 株式会社ジェー・シー・オー

## 不祥事
- 2019年3月4日に発生した金属事業本部東予工場における死亡災害に関し、労働安全衛生法違反の罪で法人としての当社が略式起訴され、2020年8月25日付で西条簡易裁判所より罰金20万円の略式命令を受けた[8]。

## テレビ番組
- 日経スペシャル ガイアの夜明け 「宝の山を掘り当てろ!」 〜レアメタル争奪の4000キロ〜（2004年10月26日、テレビ東京）[9] - オーストラリアでの鉱山探査を取材。